# Bianor monster
Bianor monster là một loài nhện trong họ Salticidae.
Loài này thuộc chi Bianor. Bianor monster được Marek Żabka miêu tả năm 1985.